# BaBar-Experiment
BaBar ist der Name für ein Experiment der Hochenergiephysik.
Es ist am Stanford Linear Accelerator Center in der Nähe der Stanford University in Kalifornien aufgebaut. Ein wesentliches Ziel des Experimentes ist es, Erkenntnisse über die Ursache der sogenannten CP-Verletzung zu finden, die eine wesentliche Voraussetzung für das fast völlige Fehlen von Antimaterie im Universum ist (Baryonenasymmetrie). Die beobachtbare CP-Verletzung, eine Verletzung der Symmetrie von Ladung und Parität, wird dabei im Zerfall von B-Mesonen untersucht und mit den Vorhersagen des Standardmodells der Teilchenphysik verglichen. Die CP-Verletzung zeigt sich hierbei in unterschiedlichem Verhalten von B- und Anti-B-Mesonen.
Die BaBar-Kollaboration besteht aus mehr als 600 Physikern und Ingenieuren aus 72 Instituten in 12 Ländern. Das Experiment wurde benannt nach „B and B-bar“, also {\displaystyle B} und {\displaystyle {\bar {B}}}, wobei Letzteres für das Anti-B steht und im Englischen als B-bar bezeichnet wird.
BaBar und der Elektron-Positron-Speicherring PEP-II samt Vorbeschleunigern stellen eine sogenannte B-Fabrik dar. Die B-Fabrik am SLAC wurde 1993 als Initiative des US-Präsidenten Bill Clinton ins Leben gerufen. Die Datennahme des Babar-Experiments begann im Mai 1999. Nahezu zeitgleich mit dem Konkurrenzexperiment Belle am KEKB in Japan (KEK) ist es schon nach kurzer Anlaufzeit im Sommer 2002 gelungen, CP-Verletzung im System neutraler Mesonen mit einer Signifikanz von mehr als 5σ nachzuweisen. Bis heute (Stand August 2016) ist kein Widerspruch zu den Vorhersagen des Standardmodells gefunden worden. CP-Verletzung wurde das erste (und vor BaBar einzige) Mal im System neutraler Kaonen nachgewiesen.
Der BaBar-Detektor ist ein (fast) 4π-Teilchendetektor mit typischem Schalenaufbau. Ein Silizium-Vertex-Tracker im Inneren sorgt für eine Vertexauflösung von besser als 60 µm. Eine Vieldraht-Driftkammer rekonstruiert Impulse geladener Teilchen.
Eine Besonderheit ist ein abbildender Tscherenkow-Detektor mit neuartigem Design, der sehr wenig Material im aktiven Bereich des Detektors benötigt. Pionen und Kaonen können so sehr effizient in allen Impulsbereichen voneinander unterschieden werden.
Weiter außen rekonstruiert ein CsI(Tl)-Kalorimeter die Energien von neutralen Teilchen.
Umschlossen wird der Detektor von Myon-Kammern. Eine weitere Besonderheit der B-Fabrik ist die asymmetrische Energie der beiden Elektron- (9,0 GeV) und Positron-Strahlen (3,1 GeV) die im Inneren des Detektors zur Kollision gebracht werden. Die Folge ist, dass sich das Schwerpunktsystem relativ zum Detektor bewegt. Hierdurch wird die Rekonstruktion von unterschiedlichen B-Zerfallsvertizes und damit die Bestimmung der Differenz der Zerfallszeiten der paarweise erzeugten B-Mesonen erst möglich, was eine Voraussetzung für die Messung von zeitabhängigen CP-Asymmetrien bei einer B-Fabrik ist.
Die Datennahme verlief erfolgreich und wurde im April 2008 eingestellt. PEP-II konnte eine integrierte Luminosität von ca. 557 fb−1 liefern, wobei eine maximale instantane Luminosität von 1,2 · 1034 cm−2s−1 erzielt wurde. Für die B-Physik relevant war die Datennahme auf der Υ(4S)-Resonanz, bei der eine integrierte Luminosität von 424 fb−1 aufgezeichnet wurde. Bislang (Stand 2023) sind die Ergebnisse der Datenanalysen in mehr als 600 Veröffentlichungen in referierten Journalen erschienen. Die Analyse der BaBar-Daten wird auch nach Ende der Datennahme fortgesetzt. So gelang 2012 der direkte Nachweis der T-Verletzung.